# Вонгровец (гмина)
Вонгровец (пол. Wągrowiec) — сельская гмина (уезд) в Польше, входит как административная единица в Вонгровецкий повет, Великопольское воеводство. Население — 11 268 человек (на 2004 год).

## Соседние гмины
1. Гмина Будзынь
2. Гмина Дамаславек
3. Гмина Голаньч
4. Гмина Маргонин
5. Гмина Месциско
6. Гмина Рогозьно
7. Гмина Скоки
8. Вонгровец